# 마이 리틀 포니: 최고로 멋진 선물
마이 리틀 포니: 최고로 멋진 선물(My Little Pony: Best Gift Ever)는 미국, 캐나다의 애니메이션 영화이다. 마이 리틀 포니: 우정은 마법의 파생작이다.

## 줄거리
할리데이를 맞이해 재미있는 게임을 하기로 한 포니들! 딱 한 포니에게만 선물을 사준다는 소식! 다만 이런저런 자잘한 착오가 생기며 일이 꼬이기 시작하는데, 과연 최고로 멋진 선물을 찾아서 받게 될 포니는 누가 될까요?

## 캐스팅
| 배역              | 영어                | 한국어 |
| ----------------- | ------------------- | ------ |
| 트와일라잇 스파클 | 타라 스트롱         | 박지윤 |
| 핑키 파이         | 앤드리아 리브먼     | 조경이 |
| 레인보우 대쉬     | 애슐리 볼           | 조현정 |
| 애플잭            | 애슐리 볼           | 김율   |
| 래리티            | 태비사 세인트저메인 | 여민정 |
| 플러터샤이        | 앤드리아 리브먼     | 박소라 |
| 스파이크          | 캐시 웨슬럭         | 이영란 |
| 디스코드          | 존 디 랜시          | 김기현 |
| 샤이닝 어머       | 앤드류 프랜시스     | 김기철 |
| 케이던스 공주     | 브릿 매킬립         | 은영선 |